# Convenção de Basileia
A Convenção de Basileia sobre o Controle de Movimentos Transfronteiriços de Resíduos Perigosos e Seu Depósito, conhecida como Convenção de Basileia, é um tratado internacional concebido para reduzir os fluxos de resíduos perigosos entre nações e, mais especificamente, para impedir a transferência de resíduos perigosos de países desenvolvidos para os países em desenvolvimento no chamado comércio global de resíduos. O documento não inclui os resíduos radioativos. A convenção também visa minimizar a quantidade e a toxicidade dos resíduos gerados, com o intuito de garantir sua gestão ambientalmente correta.

Estados Partes da Convenção

A convenção foi aberta para assinatura em 21 de março de 1989 e entrou em vigor em 5 de maio de 1992. Em setembro de 2022, havia 190 Partes na convenção. Além disso, países como o Haiti e os Estados Unidos assinaram a convenção, mas não a ratificaram.
Após uma petição pedindo medidas sobre o assunto ter sido assinada por mais de um milhão de pessoas em todo o mundo, a maioria dos países, exceto os Estados Unidos, concordou em maio de 2019 com uma emenda à Convenção de Basileia para incluir resíduos plásticos como material regulamentado. Embora os Estados Unidos não sejam parte do tratado, as remessas de exportação de resíduos plásticos dos Estados Unidos agora são consideradas "tráfego criminoso assim que os navios entram em alto mar", de acordo com a Basel Action Network (BAN), e as transportadoras desses envios podem ser responsabilizadas, já que o transporte de resíduos plásticos é proibido em quase todos os outros países.

## História
Com o endurecimento das leis ambientais (por exemplo, RCRA) em países desenvolvidos na década de 1970, os custos de descarte de resíduos perigosos aumentaram drasticamente. Ao mesmo tempo, a globalização do transporte marítimo tornou o movimento transfronteiriço de resíduos mais acessível, e os países menos desenvolvidos estavam desesperados por moeda estrangeira. Consequentemente, o comércio de resíduos perigosos cresceu rapidamente, especialmente nesses países.
Um dos incidentes que levaram à criação da Convenção de Basileia foi o incidente de descarte de resíduos no Mar de Khian. Na ocasião, um navio que transportava cinzas de incinerador da cidade de Filadélfia, nos Estados Unidos, despejou metade de sua carga em uma praia no Haiti. Ele chegou a navegar por muitos meses, tendo mudado de nome várias vezes. Acredita-se que a tripulação tenha despejado grande parte da carga no mar por não ter conseguido desembarcá-la em nenhum porto.
Outro caso de repercussão aconteceu em Koko, uma pequena cidade na Nigéria, em 1988. Cinco navios transportaram 8.000 barris de resíduos perigosos da Itália para Koko, em troca de US$ 100 mensais de aluguel que foram pagos a um pequeno agricultor nigeriano pelo uso de suas terras.
Em reunião que decorreu de 27 de novembro a 1 de dezembro de 2006, a Conferência das Partes do Acordo de Basileia centrou-se nas questões dos resíduos eletrônicos e do desmanche de navios.
De acordo com Maureen Walsh, atualmente apenas cerca de 4% dos resíduos perigosos provenientes de países da OCDE são enviados através das fronteiras internacionais. Esses resíduos incluem, entre outros, resíduos químicos, radioativos, resíduos sólidos urbanos, amianto, cinzas de incineradores e pneus velhos. Dos resíduos enviados internacionalmente provenientes de países desenvolvidos, mais da metade é enviado para tratamento e o restante para descarte definitivo.
O aumento do comércio de materiais recicláveis levou a um aumento no mercado de reaproveitamento de produtos, como computadores. Esse mercado é avaliado em bilhões de dólares. Há um debate em torno da dificuldade de distinguir quando os computadores usados deixam de ser "mercadoria" e passam a ser simplesmente "lixo".
Em setembro de 2022, havia 190 Partes no tratado, que inclui 187 estados membros da ONU, as Ilhas Cook, a União Europeia e o Estado da Palestina. Os seis Estados membros da ONU que não fazem parte do tratado são Timor Leste, Fiji, Haiti, San Marino, Sudão do Sul e Estados Unidos.

## Definição deresíduos perigosos
Os resíduos podem ser enquadrados no escopo da convenção se estiverem dentro das categorias de resíduos listadas em seu Anexo I e se apresentarem uma das características perigosas contidas no Anexo III. Em outras palavras, o resíduo deve estar mencionado na lista e possuir ao menos uma característica prevista, como ser explosivo, inflamável, tóxico ou corrosivo. A outra forma de um resíduo estar no escopo da convenção é se for definido ou considerado um resíduo perigoso de acordo com as leis do país exportador, do país importador ou de qualquer um dos países de trânsito.
A definição do termo descarte é feita nos artigos 2 e 4 e faz referência ao Anexo IV, que apresenta uma lista de operações que são entendidas como descarte ou recuperação. Os exemplos de descarte são abrangentes, incluindo recuperação e reciclagem.
Alternativamente, para serem abrangidos pelo âmbito de aplicação da convenção, basta que os resíduos sejam incluídos no Anexo II, que enumera outros resíduos, como os resíduos domésticos e os resíduos provenientes da incineração de resíduos domésticos.
Resíduos radioativos cobertos por outros sistemas de controle internacional e resíduos provenientes da operação normal de navios não são cobertos pela convenção.
O Anexo IX procura definir os resíduos que não são considerados resíduos perigosos e que seriam excluídos do escopo da Convenção de Basileia. No entanto, se esses resíduos estiverem contaminados com materiais perigosos a ponto de apresentarem uma característica do Anexo III, eles não podem ser excluídos.

## Obrigações
Além das condições de importação e exportação dos resíduos referidos acima, existem requisitos rigorosos para notificação, consentimento e rastreamento para movimentação de resíduos através das fronteiras nacionais. A convenção estabelece uma proibição geral à exportação ou importação de resíduos entre Partes e Não-partes. A exceção a esta regra é quando o resíduo está sujeito a outro tratado. Os Estados Unidos são um caso de Estado Não-parte da convenção e têm vários desses acordos para permitir o envio de resíduos perigosos para os países que são Parte da Convenção de Basileia.
O Conselho da OCDE também possui seu próprio sistema de controle do movimento transfronteiriço de materiais perigosos entre seus países membros. Isso permite, entre outras coisas, que os países da OCDE continuem comercializando resíduos com países como os Estados Unidos, que não ratificaram a Convenção de Basileia.
As partes da convenção devem honrar as proibições de importação de outras partes.
O Artigo 4.º da Convenção de Basileia estabelece uma redução global da geração de resíduos. Ao encorajar os países a manter os resíduos dentro de seus limites e o mais próximo possível de sua fonte de geração, as pressões internas devem fornecer incentivos para a redução de resíduos e prevenção da poluição. As Partes são geralmente proibidas de exportar resíduos cobertos ou importar resíduos cobertos de Não-partes da convenção.
A convenção afirma que o tráfego ilegal de resíduos perigosos é criminoso, mas não prevê mecanismos para aplicação efetiva desse dispositivo.
De acordo com o Artigo 12, as partes são orientadas a adotar um protocolo que estabeleça regras e procedimentos de responsabilização que sejam adequados para danos decorrentes do movimento de resíduos perigosos através das fronteiras.
O consenso atual é que, como o espaço não é classificado como um "país" sob a definição específica, a exportação de lixo eletrônico para locais não-terrestres não seria coberta pela convenção.

## Emenda de banimento
Após a adoção inicial da convenção, alguns países menos desenvolvidos e organizações ambientais argumentaram que ela não teve alcance suficiente. Muitas nações e ONGs defenderam a proibição total do envio de todos os resíduos perigosos para os países menos desenvolvidos. Em particular, a convenção original não proibia a exportação de resíduos para qualquer local, exceto a Antártida, mas apenas exigia um sistema de notificação e consentimento conhecido como "consentimento prévio informado" ou PIC. Além disso, muitos comerciantes de resíduos procuraram explorar a imagem positiva da reciclagem e começaram a justificar todas as exportações como se tivessem essa finalidade. Diante disso, muitos acreditavam que seria necessário haver uma proibição total, incluindo as exportações para reciclagem. Essas preocupações levaram a várias proibições regionais de comércio de resíduos, incluindo a Convenção de Bamako.
Países menos desenvolvidos, a organização não governamental Greenpeace e vários países europeus, como a Dinamarca, fizeram lobby na conferência de Basileia de 1995 que levou à adoção de uma emenda à convenção, denominada Emenda de Banimento. A emenda foi aceita por 86 países e pela União Europeia, mas ainda não havia entrado em vigor (já que isso requer a ratificação por três quartos dos estados membros da convenção). Em 6 de setembro de 2019, a Croácia tornou-se o 97º país a ratificar a emenda, que entrou em vigor após 90 dias, ou seja, em 5 de dezembro de 2019. A emenda proíbe a exportação de resíduos perigosos de uma lista de países desenvolvidos (principalmente da OCDE) para países em desenvolvimento. O Banimento de Basileia aplica-se à exportação por qualquer motivo, incluindo reciclagem.
Uma preocupação dos defensores da emenda foi, em especial, a venda de navios para recuperação, no processo conhecido como desmantelamento ou demolição naval. A emenda foi fortemente contestada por vários grupos da indústria, bem como por nações como Austrália e Canadá. O número de ratificações para a entrada em vigor da Emenda de Banimento está em debate: as emendas à convenção entram em vigor após a ratificação de "três quartos das Partes que as aceitaram" [Art. 17.5]; até agora, as Partes da Convenção de Basileia ainda não conseguiram concordar se seriam três quartos das partes que eram signatárias da Convenção de Basileia quando o banimento foi adotado, ou três quartos das atuais partes da convenção [ver Relatório da COP 9 da Convenção de Basileia]. O status das ratificações das emendas pode ser encontrado na página web do Secretariado de Basileia. A União Europeia implementou integralmente o Banimento em seu Regulamento de Remessa de Resíduos (EWSR), tornando-a juridicamente vinculativa em todos os estados membros da UE. A Noruega e a Suíça também implementaram integralmente o Banimento de Basileia em sua legislação.
Na esteira do bloqueio à entrada em vigor do Banimento, a Suíça e a Indonésia lançaram mão de uma ação chamada "iniciativa liderada pelo país" (do inglês Country-led initiative, ou CLI) para discutir de maneira informal um caminho a seguir para garantir que os movimentos transfronteiriços de resíduos perigosos, especialmente para países em desenvolvimento e países com economias em transição, não levem a uma gestão inadequada de resíduos perigosos. A discussão visa identificar as razões  pelas quais os resíduos perigosos ainda são trazidos para países que não são capazes de tratá-los de forma segura e buscar soluções para o problema. Espera-se que as discussões contribuam para a realização dos objetivos da Emenda de Banimento. O site da Convenção da Basileia informa sobre o andamento dessas iniciativas.

## Regulamento de resíduos plásticos
Sob clamor popular, em maio de 2019, a maioria dos países do mundo, mas não os Estados Unidos, concordou em alterar a Convenção de Basileia para incluir resíduos plásticos como material controlado. Estima-se que os oceanos do mundo contenham 100 milhões de toneladas de plástico, com até 90% dessa quantidade originada em fontes terrestres. Os Estados Unidos, que produzem anualmente 42 milhões de toneladas de resíduos plásticos, mais do que qualquer outro país do mundo, se opuseram à emenda, mas como o país não é parte do tratado, não teve oportunidade de votar pelo bloqueio. Informações e imagens de animais selvagens, como aves marinhas, ingerindo plástico, além de descobertas científicas de que as nanopartículas penetram na barreira hematoencefálica, teriam ajudado a fortalecer a opinião pública em favor de uma ação internacional coordenada. Mais de um milhão de pessoas em todo o mundo assinaram uma petição exigindo medidas oficiais. Embora os Estados Unidos não sejam parte do tratado, as remessas de exportação de resíduos plásticos dos Estados Unidos agora são consideradas "tráfego criminoso assim que os navios entram em alto mar", de acordo com a Basel Action Network (BAN). As transportadoras de tais remessas podem ser responsabilizadas, porque a Convenção da Basileia, conforme a alteração aprovada em maio de 2019, proíbe o transporte de resíduos plásticos para praticamente todos os outros países.
As Emendas sobre Resíduos Plásticos da convenção agora são obrigatórias para 186 Estados. Além de garantir que o comércio de resíduos plásticos seja mais transparente e regulamentado, a Convenção da Basileia determina que os governos devem tomar medidas não apenas para garantir a gestão ambientalmente correta dos resíduos plásticos, mas também para combater a geração dos resíduos plásticos em sua origem.

## Monitoramento da Convenção
A Basel Action Network (BAN) é uma organização da sociedade civil que atua na fiscalização da implementação da Convenção de Basileia. O principal objetivo da BAN é combater a exportação de resíduos tóxicos, incluindo resíduos plásticos, de sociedades industrializadas para países em desenvolvimento. A BAN está sediada em Seattle, Washington, Estados Unidos, com um escritório parceiro nas Filipinas. A BAN trabalha para coibir o comércio transfronteiriço de lixo eletrônico perigoso, despejo de resíduos em terra, incineração e uso de mão de obra oriunda de trabalho forçado.

## Para aprofundar a leitura
- Toxic Exports (livro), de Jennifer Clapp, Cornell University Press, 2001.
- Challenging the Chip: Labor Rights and Environmental Justice in the Global Electronics Industry (livro), Ted Smith, David A. Sonnenfeld e David Naguib Pellow, eds., link Temple University Press, ISBN 1-59213-330-4.
- Toxic Trade: International Knowledge Networks & the Development of the Basel Convention (artigo), de Jason Lloyd, International Public Policy Review, UCL.